# Hisdesat
Hisdesat (Hisdesat Servicios Estratégicos, S. A.) és una empresa espanyola operadora de satèl·lits per a clients governamentals, tant civils com militars. Hisdesat proporciona serveis de comunicacions per satèl·lit, principalment a les bandes d'alta freqüència X i Ka, i serveis d'observació de la Terra mitjançant radar i en òptic. Hisdesat participa al 44% de XTAR LLC, una empresa conjunta amb Space Systems/Loral (que participa al 56% restant). L'empresa va ser creada el 2001.